# 汤德全
汤德全（1915年12月24日—2006年8月19日），男，浙江镇海人，中国矿山机电专家，矿山机电学科奠基人，中国工程院院士。曾主编中国第一部矿山专业教材《矿山通风、排水、压气设备》。

## 生平
1941年，赴瑞士留学，于苏黎世联邦理工学院学习机械动力专业。1942年，获瑞士联邦动力机械工程师证书。毕业后，任瑞士卜郎勃机电厂工程师。
1946年，任上海同济大学电机系教授，兼任新通电力公司工程师。1951年，任中国矿业学院教授、矿山电机系主任。1959年，任人民大会堂建设指挥部副总指挥。